# Ora (monnaie)

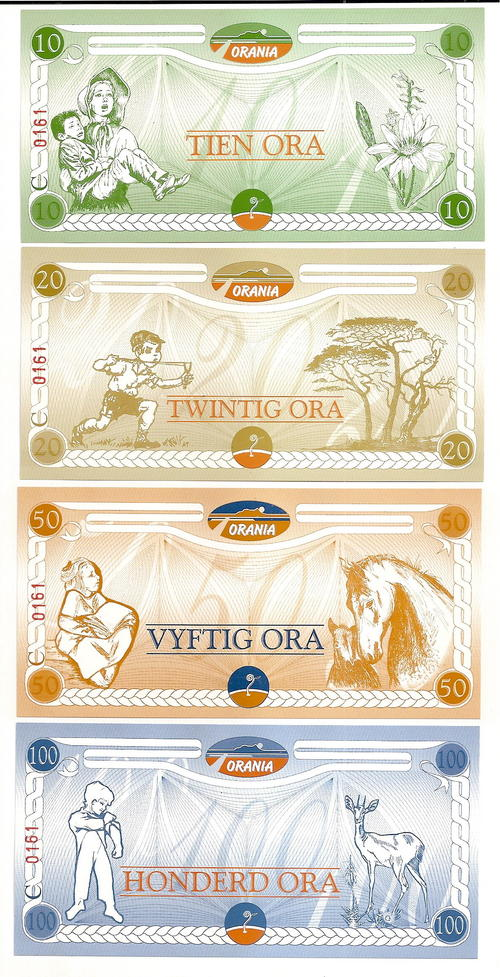
billets de 10,20,50 et 100 oras.

L’ora (symbole : Ф ) est la monnaie locale d’Orania (Afrique du Sud) . Mise en service en 2004, l’ora n'est utilisable que dans la communauté afrikaner d'Orania, et n'est pas reconnue par la banque centrale sud-africaine.
L’ora a la même valeur que le rand sud-africain, la monnaie officielle d’Afrique du Sud. On trouve ainsi des billets de 10, 20, 50 et 100 ora dont les couleurs rappellent celles des billets de rands en circulation. Le nom ora rappelle le nom de la ville d'Orania, mais aussi le latin aurum pour l'or. Le billet de 10 ora représente l'histoire des Afrikaners, celui de 20 l'art, celui de 50 la culture et celui de 100 représente la ville d'Orania . Les billets portent aussi des publicités pour des commerces locaux.
C'est en 2002 que l'idée d'une monnaie locale est apparue, quand le professeur Johan van Zyl a défendu qu'une communauté qui veut gagner en autonomie doit avoir accès à la palette d'outils la plus large possible, incluant sa propre monnaie.
Ce système favorise la circulation monétaire à l’intérieur du village tout en s’inscrivant dans la volonté d’autonomie de la communauté vis-à-vis de l'Afrique du Sud. Les commerçants acceptent le rand ou l'ora.
Bien que prévue uniquement pour Orania, la monnaie est aussi acceptée par quelques villes voisines. Afin d'encourager son utilisation, certaines boutiques proposent 5 % de réduction si l'ora est utilisé à la place du rand. La « banque centrale » à l'origine de cette initiative est la Orania Spaar- en Kredietkoöperatief (littéralement : coopérative d'épargne et de crédit d'Orania).
L'utilisation de l'ora permet de décourager les vols, étant donné que la monnaie n'est pas utilisée ailleurs. En 2011, on estime qu'entre 400 000 et 580 000 rands en ora seraient en circulation. De nouvelles séries de billets sont imprimées tous les trois ans, pour remplacer les billets usés. La série « E » est ainsi distribuée à partir d'avril 2014.